# Pravna fakulteta v Moskvi
Pravna fakulteta v Moskvi  je javna fakulteta, ki ponuja študij prava in deluje v sklopu Moskovske državne univerze; ustanovljena je bila leta 1755.